# Kejvsalö östra fjärd
Kejvsalö östra fjärd (finska: Keipsalon itäinen selkä) är en fjärd i Finland. Den ligger i landskapet Nyland, i den södra delen av landet, 70 km öster om huvudstaden Helsingfors.